# Avgusta Danilova
Avgusta Danilova (tudi Avgusta Cerar), rojena Gostič, slovenska igralka, režiserka ter pedagoginja, * 24. avgust 1869, Ljubljana, † 3. januar 1958, Ljubljana.
Na odru je Danilova prvič nastopila leta 1884, zadnjič 1950. Igrati je začela kot Gustika Gostič. Po poroki z Antonom Cerarjem bolj znanim z umetniškim imenom Anton Danilo pa je prevzela njegovo umetniško ime. Po prvih vidnejših gledaliških vlogah je obiskovala šolo Dramatičnega društva (1888), ki jo je vodil Ignacij Borštnik in se zatem izpopolnjevala na Dunaju in v Pragi. Od stranskih je kmalu prišla do vodilnih vlog v klasičnih in sodobnih dramah. V letih postopne profesionalizacije, ko specializacija igralcev še ni bila možna je igrala številne vloge od klasičnih tragedij do veseloiger in od salonskih dram do ljudskih iger. Kritika ji je priznavala, da obvlada najširši igralski razpon, in jo je uvrščala med vrhunske jugoslovanske umetnice.
Zaradi pomanjkanja slovenskih igralcev je ob prelomu stoletja Fran Govekar povabil k sodelovanju češke umetnike; Danilova se je čutila odrinjeno, zato je odšla v Trst, kjer je v letih 1908–1910 postala osrednja igralka tamkajšnega gledališča. Poleg igre je počasi prevzela tudi režijo in umetniško vodstvo ter učila v dramski šoli. V Trstu sta bili znameniti njena  Jela v Vojnovičevem Ekvinokciju in naslovna vloga v Ibsnovi Nori. Leta 1910 se je vrnila v Ljubljano, toda že po 3 letih odšla v ZDA, kjer je sodelovala pri prireditvah naših izseljencev in snemala slovenske pesmi za družbo gramofonskih plošč Columbia (1918). Po vrnotvi v Ljubljano (1920) je odigrala vrsto vodilnih vlog  in pod pokroviteljstvom Združenja gledaliških igralcev vodila gledališko šolo. Nezadovoljna s prisotnostjo ruskih igralcev v osrednjem slovenskem gledališču je znova odšla v ZDA, kjer je v letih 1922–1926 delala med izseljenci, največ v Jugoslovanskem klubu v New Yorku in v Dramskem društvu Ivan Cankar v Clevelandu. Po vrnitvi v Ljubljano (1928) je praznovala 40-letnico dela in se upokojila. Poslej je honorarno sodelovala z amaterji (V Šentjakobskem gledališču je leta 1934 režirala mladinsko igro Pogumni Tonček, ki jo je spisal popularni pisatelj Jaka Špicar), pri ljubljanskem radiu, ljubljanski Drami, po 2. svet. vojni pa tudi pri filmu.
S filmom se je prvič srečala med svojim prvim bivanjem v ZDA, kjer je kot statistka nastopila v nekem manj znanem filmu. V ZDA je živela med letoma 1913 in 1920. Kasneje je zavrnila vlogo matere v prvem zvočnem celovečernem filmu režiserja Alana Croslanda Jazz Singer . V slovenskem filmu je prvič nastopila v vlogi Obrekarice v filmu Na svoji zemlji.

## Vloge v celovečernih filmih
- Na svoji zemlji, 1948
- Trst, 1951